# Gornje Dragovlje
Gornje Dragovlje (en serbe cyrillique : Горње Драговље) est un village de Serbie situé dans la municipalité de Gadžin Han, district de Nišava. Au recensement de 2011, il comptait 327 habitants.

## Démographie
| 1948  | 1953  | 1961  | 1971  | 1981 | 1991 | 2002 | 2011 |
| ----- | ----- | ----- | ----- | ---- | ---- | ---- | ---- |
| 1 126 | 1 152 | 1 212 | 1 109 | 866  | 647  | 431  | 327  |

|  |